# ラージャーラーム2世
ラージャーラーム2世（Rajaram II, 1726年6月 - 1777年12月11日）は、インドのデカン地方、マラーター王国の君主（在位：1749年 - 1777年）。

## 生涯
1726年6月、かつてマラーター王であったシヴァージー2世の息子として生まれた。
1745年、マラーター王シャーフーの養子となる。
1749年12月15日、父王シャーフーが死亡したのち、王位継承で宮廷内に紛争があったが、ラージャーラームがラージャーラーム2世として王位を継承した。この王位継承は王国で隠然たる力を持っていた祖母ターラー・バーイーによるところが大きかった。
だが、ラージャーラーム2世は王位を継承したのち、ターラー・バーイーと対立したため、ターラー・バーイーは彼が自身の孫ではないと言い出すようになった。こうした政治的混乱のため、1750年に宰相バーラージー・バージー・ラーオは王国の行政府をサーターラーからプネーに移し、同時に王国の実権は宰相の手に握られた。
1777年12月11日、ラージャーラーム2世は死亡し、養子のシャーフー2世が王位を継承した。